# 黃偉強
黃偉強（英語：Benny Wong Wai Keung），現任香港無綫電視編劇／編審。曾為香港電視網絡編劇／編審。1989年中學預科畢業後報讀無綫電視編劇班，與其兄長編導黃國強同年加入無綫電視。擅長創作以權力鬥爭為題材的劇集。
在無綫電視擔任《封神榜》、《翡翠恋曲》、《同事三分亲》等作品編劇，後跳槽至香港電視網絡，擔任《選戰》、《末日+5》編審，港視不獲發牌後於2015年被邀請回巢無綫電視。

## 作品列表

### 電視劇（無綫電視）
- 1991年：《男盜女差》編劇、《浪族闊少爺》編劇
- 1992年：《龍影俠》編劇
- 1993年：《武尊少林》編劇
- 1995年：《親恩情未了》編劇
- 1996年：《廉政行動組》編劇
- 1997年：《圓月彎刀》編劇、《美味天王》編劇
- 1998年：《冤家宜結不宜解》編審+編劇
- 1999年：《吾系差人》編審
- 2000年：《封神榜》編審+編劇
- 2001年：《七姐妹》編審+編劇
- 2002年：《烈火雄心2》編審+編劇
- 2003年：《花樣中年》編審+編劇
- 2004年：《翡翠戀曲》編審+編劇、《青出於藍》編審+編劇、《爭分奪秒》編審+編劇
- 2005年：《Yummy Yummy》編審+編劇
- 2006年：《樓住有情人》編審+編劇、《天幕下的戀人》編審+編劇
- 2007年：《同事三分親》編審+編劇、《突圍行動》編審+編劇
- 2008年：《最美麗的第七天》編審+編劇、《畢打自己人》編審+編劇
- 2016年：《潮流教主》編審+編劇、《律政強人》編審+編劇
- 2017年：《超時空男臣》編審+編劇
- 2019年：《白色強人》編審+編劇
- 2020年：《反黑路人甲》編審+編劇、《踩過界II》編審+編劇（與馮日進、鍾若詩合作）
- 2022年：《究竟天有幾高》編審+編劇、《白色強人II》編審+編劇
- 2023年：《破毒強人》編審+編劇
- 2024年：《飛常日誌》編審、《企業強人》編審+編劇
- 2025年：《麻雀樂團》編審

### 電視劇（香港電視網絡）
- 2014年：《選戰》編審
- 2015年：《末日+5》編審

## 獎項
- 《萬千星輝頒獎典禮2019》「最佳劇集」——《白色強人》
- 《萬千星輝頒獎典禮2020》「最佳劇集」——《反黑路人甲》